# Boeckosimus krassini
Boeckosimus krassini is een vlokreeftensoort uit de familie van de Lysianassidae. De wetenschappelijke naam van de soort is voor het eerst geldig gepubliceerd in 1946 door Gorbunov.